# Diamond Head
Diamond Head (укр. «Діамантова голова») — британський хеві-метал-гурт, сформований 1976 року в місті Стаурбридж (Англія). Колектив був одним із очільників руху Нова хвиля британського важкого металу (NWOBHM), і є натхненником творчості таких гуртів як Metallica і Megadeth.

## Історія групи

### Рання історія (1976—1984)
Брайан Татлер (Brian Tatler) і Дункан Скотт (Duncan Scott) разом почали писати музику на початку 1976 року. Брайан грав на дешевій fuzz-гітарі, а Дункан на олов'яних банках з-під бісквітного печива. У Татлер був плакат з обкладинкою альбому Філа манзанеро (Phil Manzanera), випущеного в 1975 році під назвою «Diamond Head», і він був упевнений, «що це непогана назва для групи». Але потрібен був вокаліст. Вони влаштували прослуховування деяких шкільних приятелів. Хтось із них згадав, що чув, як Шон Харріс (Sean Harris) співає в автобусі «Be Bop A Lu La». Брайан попросив Шона виконати що-небудь і після першої ж пісні запросив в команду. Колін Кімберлі (Colin Kimberley), який товаришував з Брайаном з початкової школи, став останнім необхідним групі учасником.
Перша демозапис була зроблена в 1978 році на студії в Киддермінстере. Використовувалася вона для організації концертів. Копія була відправлена Джеффу Бартону (Geoff Barton) з «Sounds». Музика зробила належне враження, і Бартон, додавши групу в список улюблених, організував інтерв'ю. Постійні концерти зіграли свою роль — Diamond Head відкривали виступи AC/DC і Iron Maiden. На початку 1980 року група створює компанію «Diamond Head Music», як засіб для самофінансування. Перший сингл «Shoot Out The Light», що містить на зворотному боці «Helpless» записаний на «Happy Face Music».
Потім вони записують платівку, що стала їх першим офіційним альбомом. Як і четвертий вініл Led Zeppelin, він не отримав офіційної назви і згадується зазвичай як «White Album» або «Lightning To The Nations». Спочатку була виготовлена тисяча копій з порожньою білою обкладинкою. На всіх копіях були автографи кожного учасника колективу. Отримати таку пластинку можна було або на концерті, або поштою за три з половиною фунта стерлінгів. На обкладинці наступної тисячі копій був видрукуваний список пісень — сім класичних композицій, серед яких «Am I Evil?», «The Prince» і «Sucking My Love».
Наступним записом став сингл «Sweet And Innocent» з платівки «White Album», друга сторона містила нову пісню «Streets Of Gold». Ще дві нові композиції були записані в студії «DHM Records» і вийшли подвійним синглом «Waited Too Long» і «Play It Loud». Дванадцятидюймовий міньйон «The Diamond Lights», що вийшов незабаром після цього, крім уже відомої «It's Electric» містив три нових пісні «We Will not Be Back», «Diamond Lights» та «I Do not Got».
Наприкінці 1981 року група підписує договір з «MCA Records». Їхньою першою спільною роботою став міні-альбом «Four Cuts» з композиціями «Call Me», «Trick Or Treat», «Dead Reckoning», а також зміненої «Shoot Out The Lights». Другий роботою став сингл «In The Heat Of The Night», записаний перед альбомом «Borrowed Time». Подвійний сингл з концертними версіями «Play It Loud» і «Sweet And Innocent» був зведений в червні 1982 року з записи в клубі «Zig-Zag Club». На вінілі було і інтерв'ю учасників групи.
Через кілька тижнів Diamond Head чудово відіграли на «Reading Festival». У програмі були як старі, так і нові пісні. «Жива» версія «Sucking My Love» пізніше була випущена на міньйоні «Out Of Phase». І навіть 10 років по тому її можна було почути в ефірі BBC. В кінці вересня 1982 року вийшов альбом «Borrowed Time», що дістався в британських чартах до 24 місця. У жовтні та листопаді пройшло 12-денне турне по королівству в підтримку нового альбому.
У 1983 році на світ з'явився сингл «Makin 'Music», який повинен був стати попередником однойменного альбому. Однак альбом вийшов під назвою «Canterbury». Під час запису альбому гурт залишили Дункан Скотт і Колін Кімберлі. Коліна змінив Мерв Голсуорсі (Merv Goldsworthy), хоча кілька треків на платівці записані ще з Кімберлі. Роббі Франс (Robbie France) сів за барабанну установку. Перші 20 тисяч копій альбому вийшли з дефектом — голка перестрибувала перший трек. Це не могло не позначитися на продажах. Зрештою альбом зайняв в чартах 32-ю позицію.
Слідом вийшов другий «Кентерберійський» сингл групи «Out Of Phase», на зворотному боці містив пісню «Kingmaker». Влітку 1983 року група відіграла на «Donnington Rock Festival» і відразу після цього прийняла в свої ряди клавішника Джоша Філіпса-Горса. У вересні команда завершила спільне з Black Sabbath європейське турне. І в жовтні відіграла серію концертів на підтримку альбому «Canterbury».
У 1984 році Diamond Head готується до випуску четвертого альбому «Flight East», але «MCA» розриває з ними контракт. Після невдалої спроби менеджера групи укласти контракт з «MIDEM», група розпадається.

### Знову разом. Дев'яності (1991—1994)
Склад зібрався знову, щоб разом з Metallica зіграти «Helpless» і «Am I Evil?» На одному з їх шоу в Бірмінгемі.
У наступному році Брайан і Шон відтворюють команду з барабанщиком Карлом Вілкокс (Karl Wilcox) і басистом Едді Мухом (Eddie Moohan). Граючи тільки новий матеріал, гурт завершив невеликий тур по клубам Великої Британії під псевдонімом «Dead Reckoning». Стало очевидним, що Diamond Head повернулися. На студії були записані пісні, які повинні були бути в міні-альбомі «Rising Up». Замість цього тільки два треки вийшли на дванадцятидюймовими диску. «Wild On The Streets» з'явилася ще в 1978 році, але раніше так і не була доопрацьована і записана. «Can not Help Myself» з'явилася на звороті синглу.
Далі були два тривалих клубних туру. Під час запису альбому «Death and Progress» Кейос був замінений Пітом Вуковічем (Pete Vukovic). До альбому доклали руку і знамениті гості — Дейв Мастейн (Dave Mustaine) з Megadeth грав і брав участь в зведенні композиції «Truckin'». Тоні Айоммі з Black Sabbath додав в «Starcrossed» відмінне соло.
Перед виходом альбому команда відкривала шоу Milton Keynes Bowl 5 червня 1993 року, де грали Megadeth і Metallica. Їх же фанатам було продано більше 50 тисяч копій альбому. Це шоу в 1994 році було випущено під назвою «Evil Live». Запис включала і деякі треки з «Death And Progress». Саме ж шоу стало останнім для Diamond Head на довгі 7 років.

### Новий виток історії (2000—2004)
У 2000 році Харріс і Татлер реформували групу з гітаристом Флойд Бреннаном і провели серію коротких акустичних концертів, в тому числі слот підтримки з Budgie, яка закінчилася виходом Acoustic EP. Група почала турне і знову робить повний електричний шоу з Муханов і Вілкокс назад в групі. У цьому турі Diamond Head грали свій перший концерт в США. Група повернулася в студію, щоб записати новий альбом під назвою Host, проте група закінчила в розбіжності, як Харріс побажав альбом висовуватися під новим ім'ям, як почати нове життя. Після декількох років Татлер і група терпить творчі бажання Харріса, Diamond Head і Шон Харріс, нарешті, пішли різними шляхами. Хоча Харріс випустив прес-реліз на BLABBERMOUTH.NET [9], що говорить, що, наскільки він був стурбований тим, він має таке ж право у зв'язку з назвою Diamond Head, як будь-хто інший, і що, наскільки він був стурбований, що він все ще був в групі.

## Офіційна дискографія

### Студійні альбоми
- 1980 —  Lightning to the Nations
- 1982 —  Borrowed Time
- 1983 —  Canterbury
- 1993 —  Death and Progress
- 2005 —  All Will Be Revealed
- 2007 —  What's in Your Head?
- 2016 —  Diamond Head

### Концертні альбоми
- 1992 —  The Friday Rock Show Sessions / Live at Reading
- 1994 —  Evil Live
- 2000 —  Live — In the Heat of the Night
- 2006 —  It's Electric

### Синглиіміні-альбоми
- 1980 —  Shoot Out the Lights
- 1980 —  Sweet and Innocent
- 1981 —  Waited Too Long / Play It Loud
- 1981 —  Diamond Lights
- 1982 —  Four Cuts EP
- 1982 —  In the Heat of the Night
- 1982 —  Call Me
- 1983 —  Makin 'Music' '
- 1983 —  Out of Phase
- 1983 —  Sucking My Love
- 1993 —  Wild on the Streets / I Can not Help Myself
- 2002 —  First Cuts Acoustic EP

## Склад
Нинішній склад
- Брайан Татлер — соло-гітара, бек-вокал  (1976—1985, 1991—1994, 2000-наш час)
- Едді муха — бас  (1991—1992, 2000-наші дні)
- Карл Вілкокс — ударні  (1991—1994, 2002 наші дні)
- Енді Ебберлі — ритм-гітара  (2006-наш час)
- Расмус Андерсен — вокал  (2014 наші дні)

Колишні учасники
- Дункан Скотт — ударні  (1976—1985)
- Шон Харріс — вокал, ритм-гітара  (1976—1985, 1990—1994, 2000—2004)
- Колін Кімберлі — бас, бек-вокал  (1978—1983)
- Мервін Голдсворті — бас  (1983—1985)
- Дейв Вільямсон — бас  (1976—1977)
- Піт Вукович — бас  (1992—1994)
- Флойд Бреннан — ритм-гітара  (2000—2002)
- Адріан Міллс — ритм-гітара  (2003—2006)
- Нік Тарт — вокал  (2004—2014)